# Heteropoda nirounensis
Heteropoda nirounensis är en spindelart som först beskrevs av Simon 1903.  Heteropoda nirounensis ingår i släktet Heteropoda och familjen jättekrabbspindlar. Inga underarter finns listade i Catalogue of Life.